# Röthenbach bei Altdorf

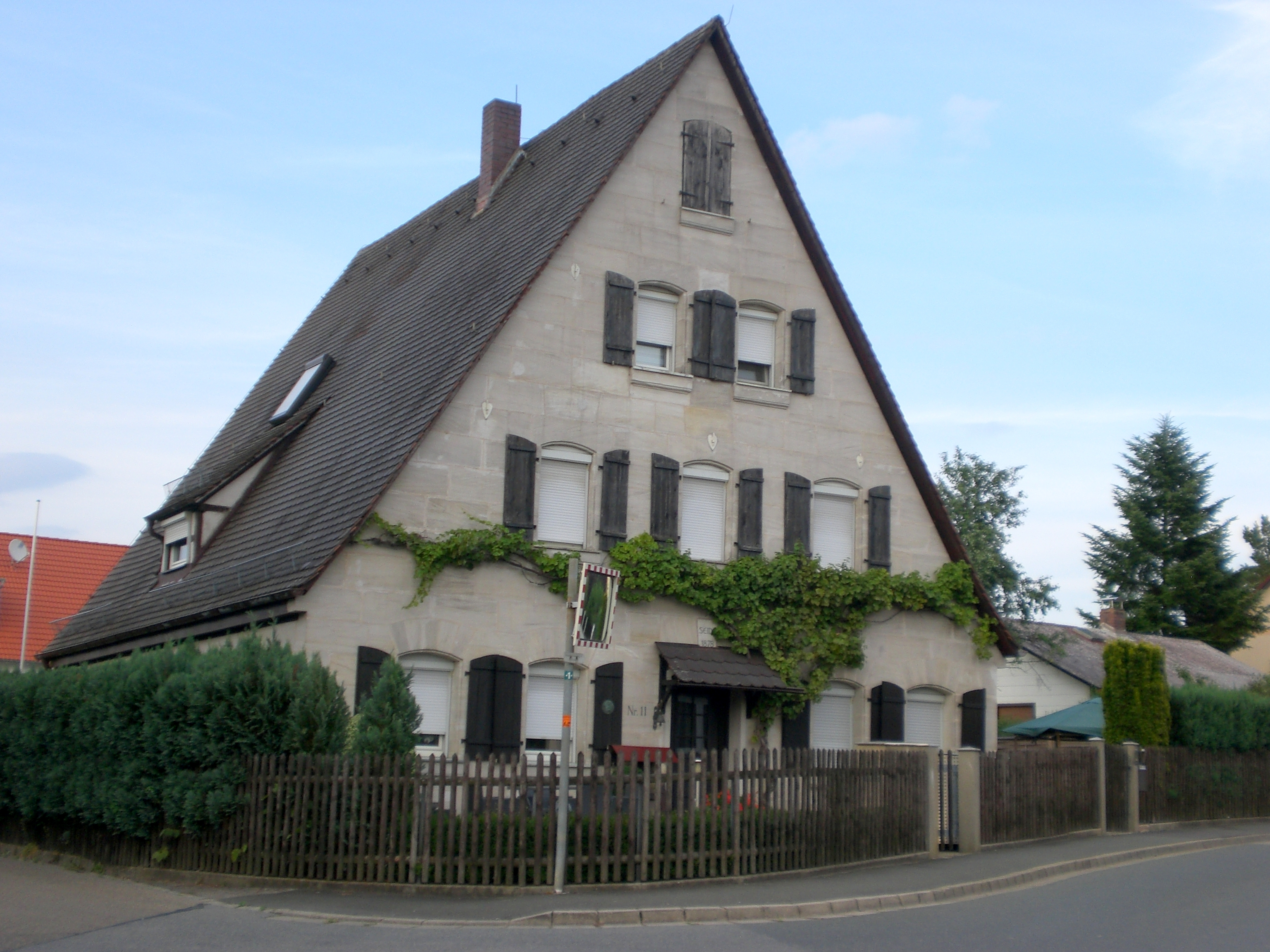
Ein Haus in Röthenbach

Röthenbach bei Altdorf (amtlich Röthenbach b.Altdorf) ist ein Gemeindeteil der Stadt Altdorf bei Nürnberg im Landkreis Nürnberger Land (Mittelfranken, Bayern). Die Gemarkung Röthenbach hat eine Fläche von 3,113 km². Sie ist in 1026 Flurstücke aufgeteilt, die eine durchschnittliche Flurstücksfläche von 3033,73 m² haben. In ihr liegen neben dem namensgebenden Ort die Gemeindeteile Oberwellitzleithen, Unterwellitzleithen und Ziegelhütte (zum Teil).
In Röthenbach gibt es ein Altenheim und einen Kindergarten.

## Geografie
Das Dorf Röthenbach liegt in einer waldreichen Umgebung mit dem Staatsforst Winkelhaid im Norden und dem Röthenbacher Forst im Süden. Durch den Ort fließt der namensgebende Röthenbach mit der sehenswerten Röthenbachklamm in Ortsnähe. Eine Gemeindeverbindungsstraße führt nach Ludersheim zur Kreisstraße LAU 23 (0,8 km südwestlich) bzw. nach Ziegelhütte zur Staatsstraße 2240 (0,6 km östlich).

## Geschichte
Mit dem Gemeindeedikt (frühes 19. Jahrhundert) wurde Röthenbach dem Steuerdistrikt Weißenbrunn zugewiesen. Zugleich entstand die Ruralgemeinde Röthenbach, zu der Oberwellitzleithen und Unterwellitzleithen gehörten. Sie unterstand in Verwaltung und Gerichtsbarkeit dem Landgericht Altdorf. Im Zuge der Gebietsreform in Bayern wurde die Gemeinde am 1. Januar 1978 nach Altdorf eingegliedert.

### Einwohnerentwicklung der Gemeinde Röthenbach
| Jahr          | 1910 | 1933 | 1939 | 2016 | 2024 |
| Einwohnerzahl | 199  | 157  | 143  | 914  | 957  |

## Baudenkmäler
Im Ort steht ein als Baudenkmal ausgewiesenes Sühnekreuz. Westlich des Ortes befindet sich ein weiteres Kreuz, das Steinkreuz bei Röthenbach. Außerdem gibt es zwei Wohnstallhäuser.

## Naturdenkmäler
- Eiche mit einem Brusthöhenumfang von 7,15 m (2019).[11]